# Andriamanetiarivo
 (décembre 2024).
Andriamanetiarivo est une personnalité malgache du XVIIe siècle.

## Biographie
Andriamanetiarivo aurait régné au 17e siècle, selon les sources historiques. Le roi faisait partie de la lignée des souverains Sakalava, une dynastie qui a joué un rôle majeur dans l’histoire de Madagascar, en particulier dans l’unification des différentes tribus et royaumes de la région.
Il est généralement considéré comme un monarque influent et puissant, mais les détails sur sa vie personnelle et son règne sont assez flous, principalement en raison de la rareté des sources écrites sur cette époque.

## Contexte
Le royaume Sakalava, dont Andriamanetiarivo était un dirigeant, était un des plus puissants royaumes de l'île à son époque. Il était situé dans la région de l'ouest de Madagascar, notamment dans les zones de Mahajanga et de Nosy Be. Ce royaume a longtemps été un centre de commerce et d’influence, notamment à travers son contrôle des routes commerciales maritimes.
La société sakalava de l’époque d’Andriamanetiarivo était organisée autour de structures tribales et claniques. Les Sakalava pratiquaient principalement l’agriculture, l’élevage et le commerce maritime.
Les rois Sakalava étaient souvent associés à des pouvoirs spirituels et avaient une influence considérable sur les croyances religieuses des populations. Ils étaient souvent vus comme des chefs dotés de pouvoirs surnaturels, voire des intermédiaires entre les ancêtres et les vivants.

## Héritage
Bien que les détails précis de son héritage restent flous, il est généralement vu comme ayant contribué à la consolidation et à la stabilité du royaume Sakalava à une époque où plusieurs royaumes rivaux se disputaient le pouvoir à Madagascar. Le nom d’Andriamanetiarivo est souvent cité dans les traditions orales des Sakalava et est respecté par de nombreuses personnes comme un symbole de la grandeur ancienne du royaume.

## Sources historiques
Les informations sur Andriamanetiarivo proviennent principalement des traditions orales et des récits historiques rédigés bien après son époque, ce qui rend difficile la vérification de certains faits.
Les historiens qui ont étudié les Sakalava s’appuient également sur les récits des explorateurs européens, qui ont commencé à arriver sur la côte malgache aux XVIe et XVIIe siècles. Toutefois, ces récits sont souvent marqués par des biais culturels et la vision des Européens de l’époque.